# Вељке Тјерјаковце
Вељке Тјерјаковце (слч. Veľké Teriakovce) насељено је мјесто са административним статусом сеоске општине (слч. obec) у округу Римавска Собота, у Банскобистричком крају, Словачка Република.

## Становништво
| Година:    | 1994. | 2004.   | 2014.   | 2024.   |
| ---------- | ----- | ------- | ------- | ------- |
| Број људи: | 836   | 914     | 884     | 833     |
| Разлика:   |       | +9,33 % | -3,28 % | -5,76 % |

| Година:    | 2023. | 2024.   |
| ---------- | ----- | ------- |
| Број људи: | 845   | 833     |
| Разлика:   |       | -1,42 % |

Према подацима о броју становника из 2011. године насеље је имало 871 становника.